# پیپت شالیزار
پیپت شالیزار (نام علمی: Anthus rufulus) نام یک گونه از سرده پی‌پت است.

## نگارخانه

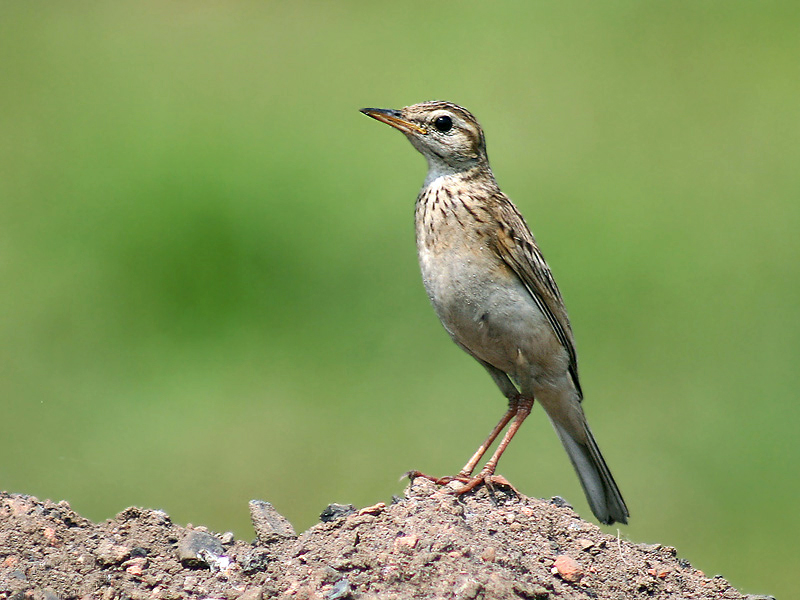
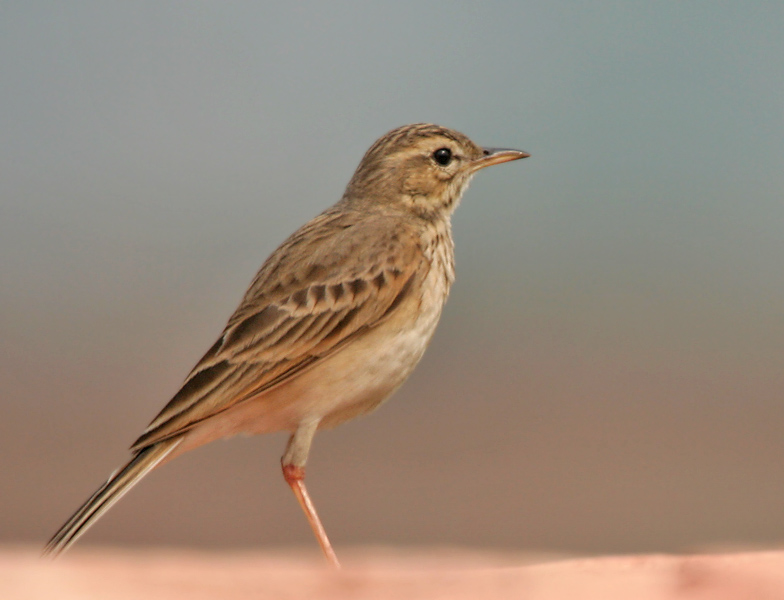
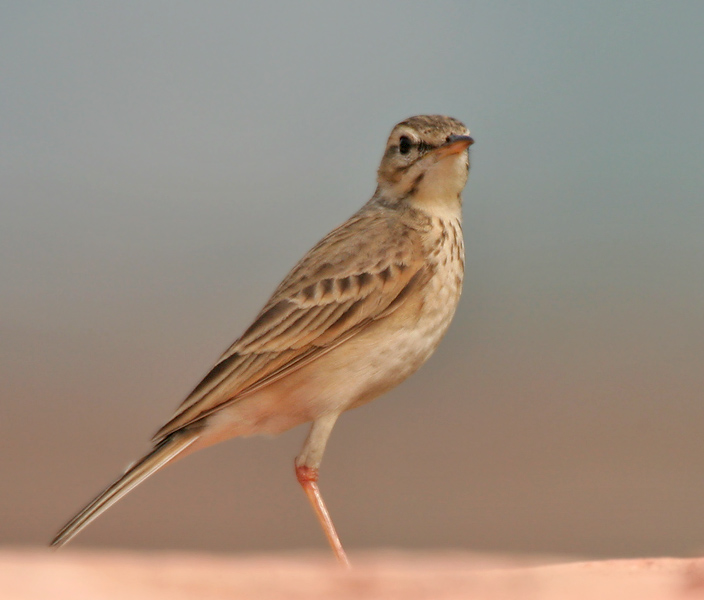
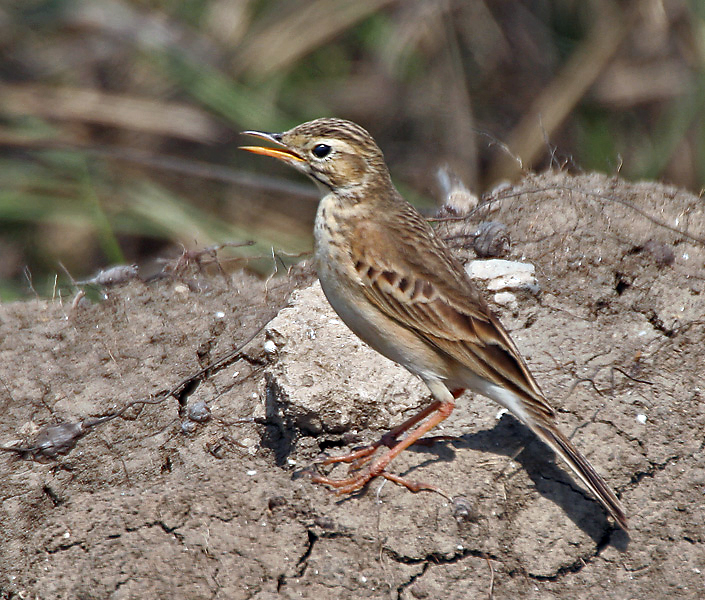
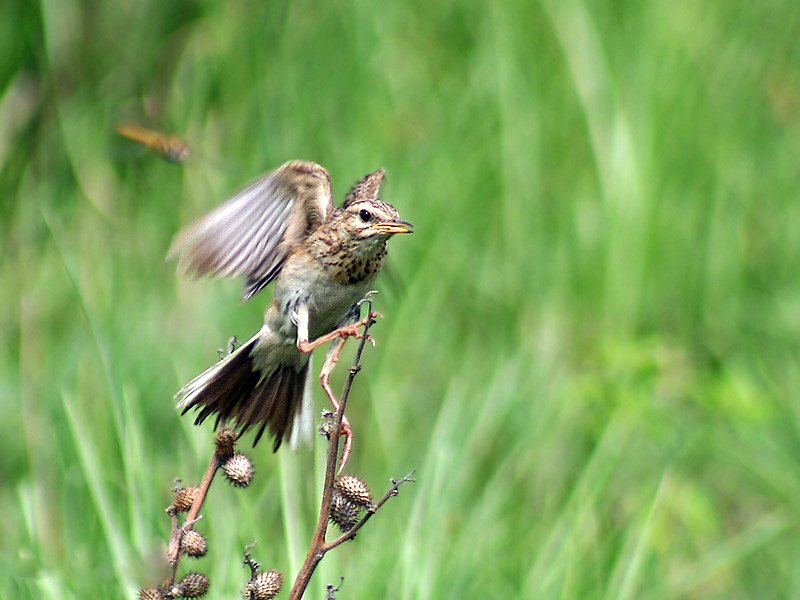
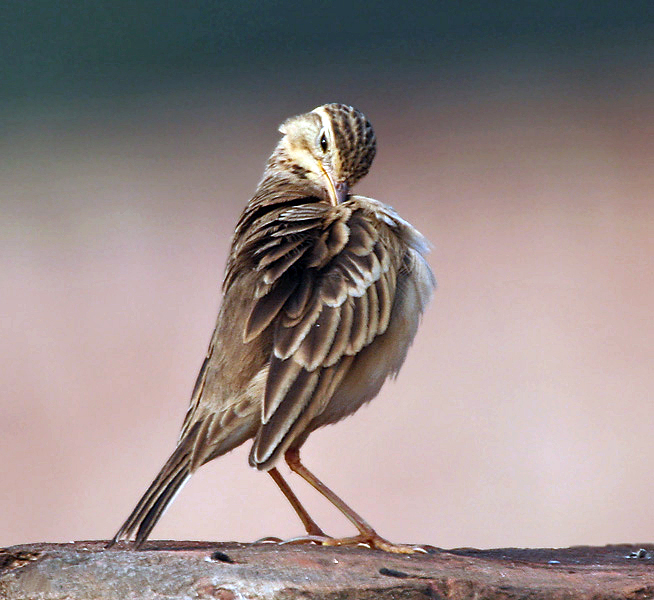
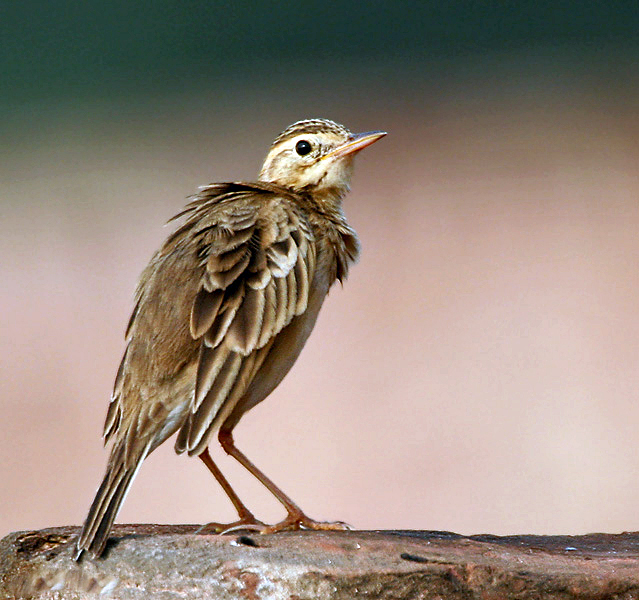
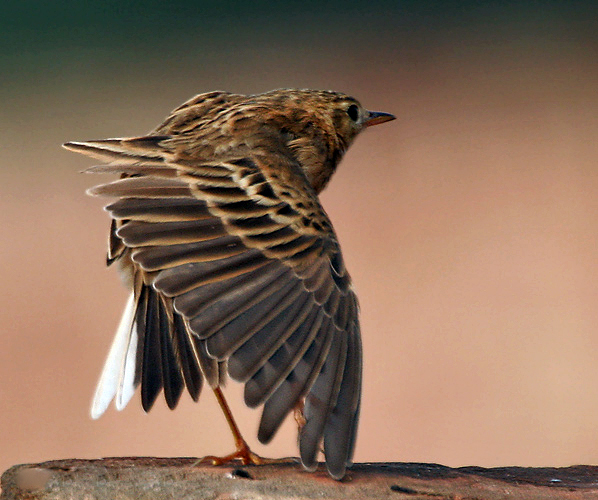
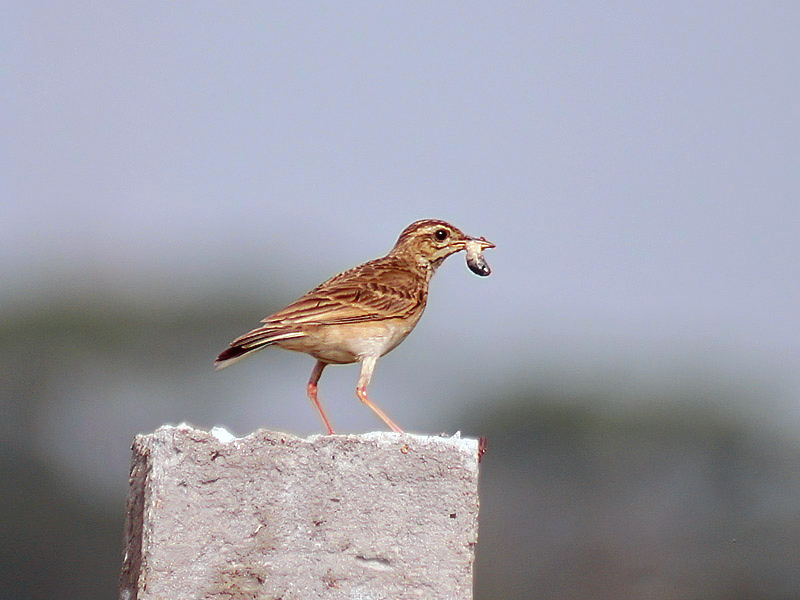
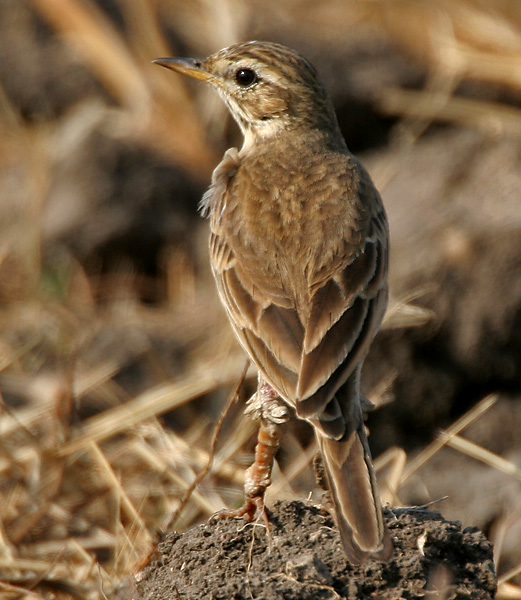
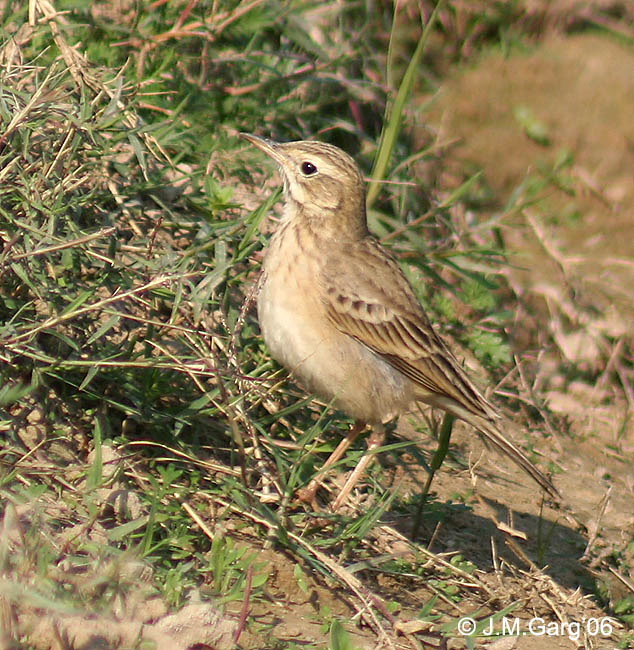
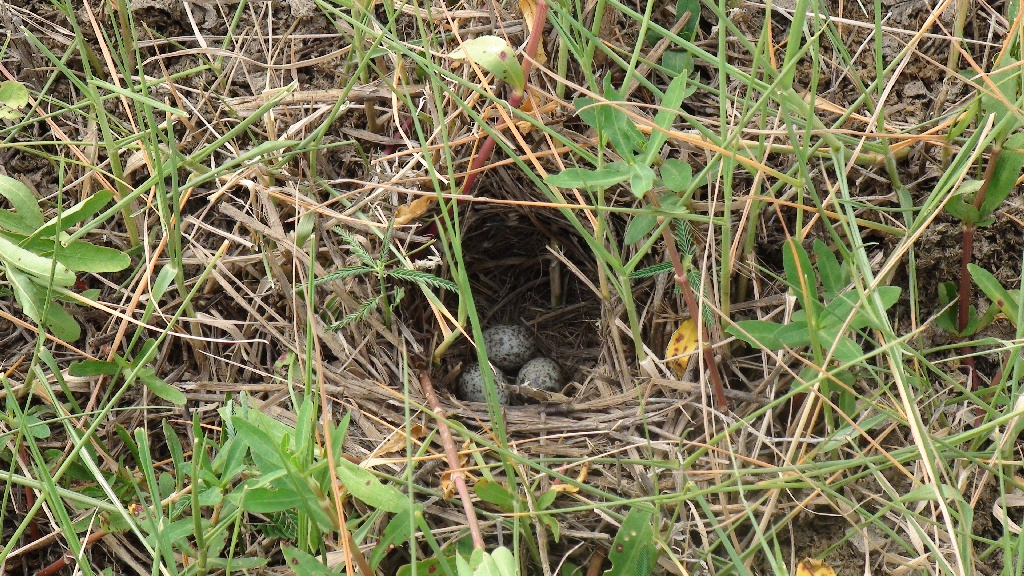
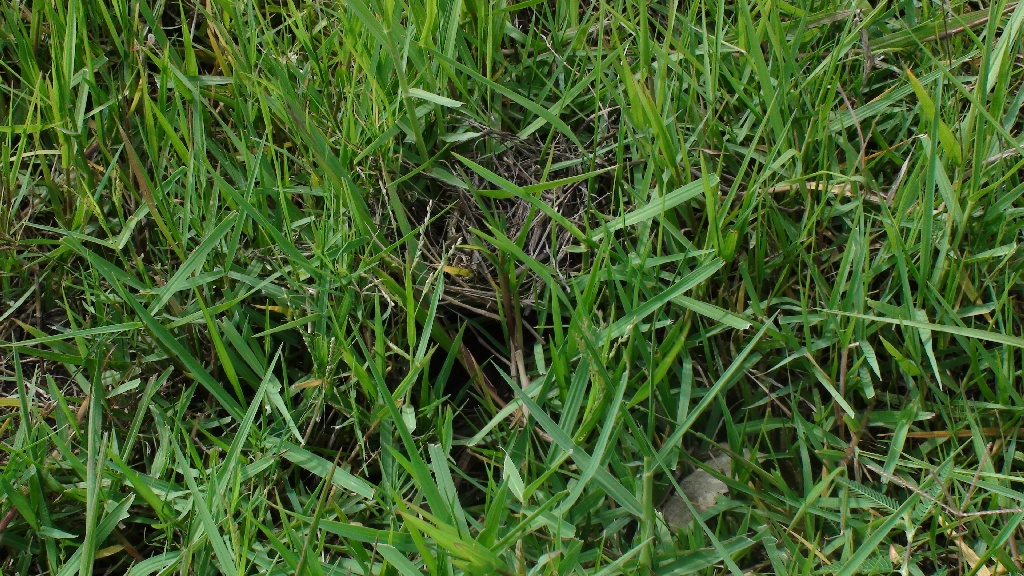
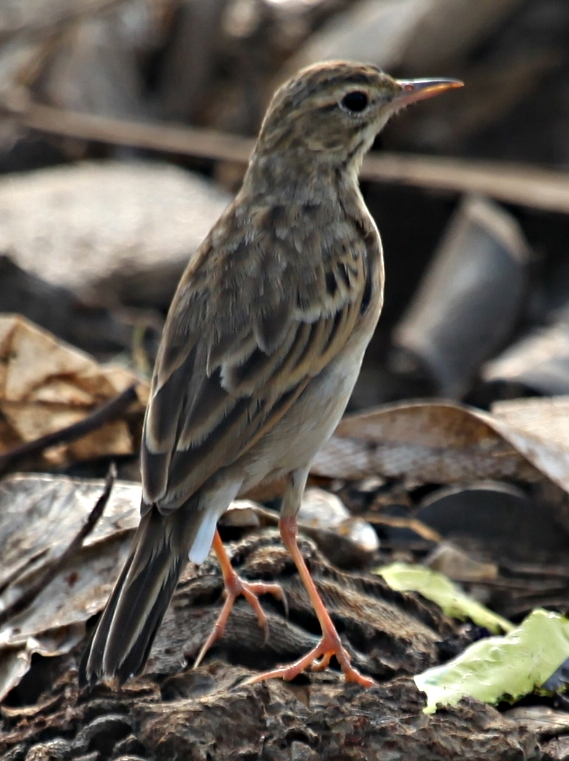